# Vytautas Petras Lubauskas
Vytautas Petras Lubauskas (* 1. Dezember 1939 in Margarava, Rajongemeinde Alytus; † 27. Mai 2018 in Alytus) war ein litauischer Pädagoge, Bildungsmanager und Politiker, Leiter einer Hochschule in der südlitauischen Region Dzūkija.

## Leben
Nach dem Abschluss der Schule Punia und  Abitur an der Mittelschule in Alytus absolvierte Vytautas Lubauskas 1960 das Handelstechnikum Vilnius in der litauischen Hauptstadt Vilnius und wurde Ökonom für Handel von Industriewaren.  1967 absolvierte er das Diplomstudium der Wirtschaft an der Universität Vilnius und wurde Diplom-Handelsökonom. 
1981 promovierte Lubauskas in Rechnungswesen von Materialgütern (Thema Materialinių vertybių apskaita AVS sąlygomis) nach der Aspirantur am Plechanow-Institut in Moskau. Von 1976 bis 1986 leitete er die Abteilung für automatisierte Steuerungssysteme in der Baumwolle-Fabrik Alytaus  medvilnės  kombinatas.
Ab 1998 leitete er die Höhere Schule für Wirtschaft Alytus und ab 2000 das Kolleg Alytus als Direktor.
Vytautas Lubauskas war verheiratet. Mit seiner Frau Vlada hatte er drei Söhne (Gintaras, Dainius, Simas).
Von 1990 bis 1995 war er Deputat der Stadtgemeinde Alytus und von 1995 bis 2007 Mitglied im Rat der Rajongemeinde Alytus.
Ab 1990 war Lubauskas Mitglied der LDDP und ab 2001 der LSDP.

## Ehrung
- Ehrendoktor von Kolleg Alytus, Alytus